# Charlotte Finch
Charlotte Finch (nascida Fermor), (1725 - junho de 1813) foi a governanta dos filhos do rei Jorge III da Grã-Bretanha e da duquesa Carlota de Mecklenburg-Strelitz.

## Biografia
Charlotte era filha de Thomas Fermor, 1.º conde de Pomfret e de Henrietta Louisa Jeffreys. No dia 9 de agosto de 1746, Charlotte casou-se com o honorável William Finch, de quem teve quatro filhos. Tornou-se governanta real imediatamente no dia a seguir ao nascimento do primeiro filho do rei, o príncipe Jorge de Gales, o futuro rei Jorge IV do Reino Unido. Pouco depois de ser escolhida, o seu marido começou a enlouquecer. Temendo pela sua segurança, Charlotte deixou o marido, levando consigo os seus filhos para aposentos no Palácio de St. James e depois para uma pequena casa em Kew.
Charlotte interessava-se muito por botânica e o seu papel como governanta dos filhos do rei durou mais de trinta nos. A princesa Amélia, que ficou sem governanta devido ao facto de Charlotte se ter demitido em Novembro de 1792, foi assim criada por outra criada da sua mãe. Charlotte morreu em Junho de 1813. O seu filho mais conhecido é George Finch, que sucedeu o tio como conde de Winchilsea e Nottingham em 1769.